# Bassus arthurellus
Bassus arthurellus är en stekelart som beskrevs av Michael J. Sharkey 1985. Bassus arthurellus ingår i släktet Bassus och familjen bracksteklar. Inga underarter finns listade.